# Je vous salue, Marie
Je vous salue, Marie (bra: Eu Vos Saúdo Maria; prt: Eu Vos Saúdo, Maria) é um filme franco-suíço-britânico de 1985, dirigido por Jean-Luc Godard.

## Sinopse
Duas histórias paralelas são organizadas no filme para mostrar a difícil convivência entre corpo e espírito:
A primeira é a de Maria (Myriem Roussel) uma menina estudante, que trabalha no posto de gasolina do seu pai, e de José (Thierry Rode) é um jovem que trabalha de taxista. Ao saber da gravidez de sua namorada, José a acusa de traição e quer se separar. Mas o anjo Gabriel tenta convencer o rapaz a aceitar a gravidez e enfrentar os planos divinos junto com Maria. A segunda história é a de um professor de ciências que estuda a origem da vida e que tem um caso com uma de suas alunas.

## Recepção
No Brasil, o Je vou salue, Marie teve sua exibição proibida por decisão da Divisão de Censura da Polícia Federal. O cantor Roberto Carlos, conhecido católico, parabenizou publicamente o presidente José Sarney por esse feito. Em resposta, Caetano Veloso escreveu um artigo na Folha de S.Paulo criticando essa conduta e o também músico Nando Reis compôs a canção "Igreja", lançada pela banda Titãs em 1986, como protesto. O filme foi liberado em 1988, após a promulgação de uma nova constituição federal.
Em Portugal, o filme recebeu repúdio do presidente da câmara municipal de Lisboa, Nuno Krus Abecasis, e a antestreia do filme na Cinemateca Portuguesa foi marcada por protestos e altercações na plateia.